# Протока Немуро
Прото́ка Немуро (Кунаширська; рос. Кунаширский пролив, яп. 根室海峡, кириліз.: Немуро кайкйо) — протока Курильських островів, що відокремлює острів Кунашир на сході від японського острова Хоккайдо на заході, з'єднує Охотське море на півночі та протоку Зради на півдні. Довжина близько 76 км, ширина від 24 км на півдні до 44 км на півночі. Глибини біля північного входу до 2500 м, біля південного — 17—20 м.
Протокою проходить державний кордон Росії та Японії, але остання не визнає юрисдикцію Росії на південні Курильські острови і вважає протоку повністю своєю, відносячи її до округу Немуро префектури Хоккайдо. Росія відносить свою частину протоки до Южно-Курильського міського округу Сахалінської області.
Береги переважно високі, мало порізані: на Кунаширі — бухта Первухіна, бухта Альохіна. На берегах протоки виділяються миси:
- на Кунаширі — Лісистий, Красний Утьос, Спірідонова, Стовпчастий, Круглий, Знаменка, Альохіна, Івановський;
- на Хоккайдо — Сасіруї, Пегіннохана.

У протоку впадають річки:
- з Кунаширу — Валентини, Асін, Альохіна, Озерна, Кривоножка, Бистрий, Темна;
- з Хоккайдо — Місакірубецу-Гава, Сасіруї-Гава, Раусу-Гава, Сірунісібецу-Гава, Сюнкарікотан-Гава, Рікусібецу-Гава, Уембецу-Гава, Мотосакімуї-Гава, Сакімуї-Гава, Кумбецу-Гава, Котанука-Гава, Тюруй-Гава, Ітяні-Гава, Сібецу-Гава.

Середня величина припливу — 1 м. В зимовий період протока заповнена льодом. Біля узбережжя зустрічаються підводні та надводні скелі. Біля берега острова Кунаширу знаходиться невеликий острів Близький, біля півострова Сіретоко — скелі Такеноко та Каннон-Іва. На берегах протоки розташовані містечка Японії Сібецу та Раусу.